# Це — Японія…
«Це - Японія...» (яп. こちらニッポン…) — науково-фантастичний роман японського письменника Сакьо Комацу. Вперше опублікований частинами у вечірньому випуску «Асахі Сімбун» протягом 1976 року.

## Представлення сюжету
У вище вказаному романі, як і в «Об’єкт О» (1964) та «Занурення Японії» (1973) розглядається система людського суспільства через призму того, як поведуть себе інші люди, якщо раптом зникнуть певні елементи, які складають суспільство. На основі роману зняли науково-фантастичний фільм «Зникнення Столиці» (1985).
Особливістю роману є те, що в ньому розглядається «підтримання соціальної системи сучасного величезного міста». Водночас описана й історія питання, що є символом об'єднання «суспільства» (Японії).
На початку роману головний герой, Фукуї, пробирається в штаб-квартиру Асахі Сімбун в Осаці, а основою його життя є готель Плаза. Інші відомі місця того часу, які існували насправді, з’являлися в романі всюди, надавши йому відчуття реальності.

## Сюжет
Фукуї, звичайний офісний працівник, який проживає в Осаці, на ранок після протверезіння та похмілля помічає, що люди, окрім нього, повністю зникли. З телефонного дзвінка, який випадково надходить в газетну компанію, він дізнається, що більше ніхто не «зникає».
Згодом Фукуї знаходить декількох друзів і приєднується до жителів Токіо, але інші люди в Токіо виступають проти групи віруючих, які намагаються відновити «японське суспільство», виносячи «три священні скарби» з Імператорського палацу. Але фанатики гинуть від звірів, випущених наркозалежними юнаками із зоопарку.
Згодом у місті, де люди, які підтримували традиційне суспільство, зникли, інфраструктура зруйнувалася, а їх життя поступово опинилося під загрозою. Вони розглядають можливість виїзду за кордон, щоб подолати кризу.
Фукуї наодинці розмірковував про правильність цієї справи, але пам’ятає голос, почутий здалеку перед тим, як його оглушили.